# Мемфис (Египет)
Ме́мфис (др.-греч. Μέμφις, лат. Memphis; копт. Ⲙⲉⲛⲫⲉ, Ме́нфе, Ме́мбе; араб. منف‎ Менф) — древнеегипетский город, располагавшийся на рубеже Верхнего и Нижнего Египта, на западном берегу Нила. Существовал с начала 3-го тысячелетия до н. э. и до второй половины 1-го тысячелетия н. э. Локализация на территории современного Египта — местность около города Эль-Бадрашейн и селения Мит-Рахина, к югу от города Каир в мухафазе Каир (возможно, мог находиться и несколько севернее указанных территорий).
С начала 3-го тысячелетия до н. э. Мемфис стал центром нижнеегипетского I-го септа Инебу-хедж или Инбу-хедж (в греко-римский период назывался Мемфисский ном), и, вероятно, общеегипетской столицей на протяжении периодов Раннего и Древнего царств (XXIX—XXII века до н. э.). После амарнского периода (XIV век до н. э.) короткое время Мемфис снова был официальной столицей Древнего Египта (одной из двух).
Благодаря своему исключительному географическому положению являлся важным опорным пунктом различных фараонов, а также первым городом Древнего Египта, который имел характер большого космополитического центра, где проживало множество иноземцев: сирийцев, финикийцев, греков и евреев. Город известен окружающими его погребальными и храмовыми комплексами — пирамидами, некрополями и храмами (в Абусире, Гизе, Саккаре, Дахшуре). В Мемфисе находился значительный центр почитания бога Птаха и процветал связанный с ним культ быка Аписа.

## Топонимы
| O36 | T3 |

| O36 | T3 |

| Y5 · N35 | F35 | O24 |

| Y5 · N35 | F35 | O24 |

| Y5 · N35 | F35 | O49 |

| Y5 · N35 | F35 | O49 |

| O7 | D28 | Q3 · X1 | V28 |

| O7 | D28 | Q3 · X1 | V28 |

| Q3 · X1 | V28 | A40 | D28 | Z1 | O7 | X1 · O1 | O49 |

| Q3 · X1 | V28 | A40 | D28 | Z1 | O7 | X1 · O1 | O49 |

| U38 | N16 · N16 · O49 |

| U38 | N16 · N16 · O49 |

| S34 · N35 | N16 · N16 · O49 | N25 |

| S34 · N35 | N16 · N16 · O49 | N25 |

Первоначально древний город назывался Инбу-хедж (егип. jnbw-HD)— «Белые стены». Существует предположение, что древнегреческое слово «Айгюптос» — Египет, образовано от ещё одного из названий Мемфиса — Хут-ка-Птах. Это название означало «Храм ка Птаха» (транслит. егип. Hwt-kA-ptH). У древних египтян Хут-ка-Птах сначала было названием мемфисского святилища бога-творца Птаха, перешедшее на имя города, и со временем ставшее именем окружающей области (септа), а позднее, от наименования этой области, древние греки распространили свой вариант названия на весь Древний Египет:294. Также город был известен под названием Анх-Тауи — «Жизнь двух земель» и Мехат-та-уи — «Объединяющий две земли», что подчёркивало его стратегическое положение на границе между Верхним и Нижним Египтом.
Древнегреческое название Мемфис (Μέμφις) возможно является эллинизированной формой от имени пирамиды фараона Пепи I (VI династия) — Мен-нефер, «Крепкая прекрасная (пирамида Пепи I)». Впервые название Мен-нефер у древних египтян встречается в надписи, сделанной в период правления фараона Яхмоса I (XVIII династия), но, вероятно, оно употреблялось и гораздо ранее. Римляне переняли греческое наименование города, на латинском языке город назывался также — Мемфис (Memphis). В период раннего Средневековья копты имели своё наименование города, созвучное с древним — Менфе, Мембе и др.

### Экзотопонимы
Древние жители Месопотамии называли город Ме-им-пи (аккад. ). В Библии (Ветхий Завет и Танах) Мемфис упоминается как город Моф (др.-евр. מֹף, в Ос. 9:6), и как город Ноф (др.-евр. נֹף, в Ис. 19:13, Иер. 2:16, 44:1, 46:14, 46:19, Иез. 30:13, 30:16).

### Современное именование
Наименование города среди современных исследователей, согласно греко-арабской номенклатуре топонимов, принятой в египтологии, — Мемфис.

## Географическое положение
Город Мемфис находится на западном берегу Нила, в 20 км к югу от Каира. Современные города Мит-Рахина, Дахшур, Абусир, Абу-Гораб и Завьет-эль-Ариан находятся в административных границах исторического Мемфиса (29° 51′ с. ш. 31° 15′ в. д.). Город был также местом, обозначавшим границу между Верхним и Нижним Египтом (22-й ном Верхнего Египта и 1-й ном Нижнего Египта).

## История

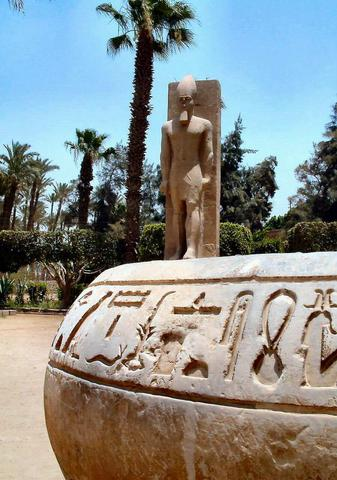
Статуя Рамсеса II в храме Птаха в Мемфисе

Мемфис служил столицей при восьми сменяющихся династиях Древнего царства и достиг расцвета при VI династии, как центр поклонения бога творения Птаха. Алебастровый сфинкс у входа в его культовый храм считался символом силы и престижа города. Божественную триаду Мемфиса составляли Птах, его супруга Сехмет (с Нового царства) и их сын Нефертум.
С ростом могущества города Фивы Мемфис утратил своё былое влияние, но поднялся при персах. В римский период главным египетским городом оставалась Александрия. Мемфис сохранял за собой второе по значимости среди египетских городов значение до основания в 641 году Фустата. Мемфис постепенно был заброшен и превратился в каменоломню для ближайших поселений. Ещё в XII веке здесь оставались внушительные руины древних строений, но позже их становилось всё меньше.
Постепенно город разрушался. В первые века христианства Мемфис был центром одноимённой епархии (в настоящее время является титулярной епархией Римско-католической церкви).

### Легендарное происхождение
Согласно Манефону, первый фараон, который объединил Верхний и Нижний Египет, Менес основал свою столицу на берегах Нила. Он приказал построить плотину, изменить направление русла реки, протекавшей около города, а на месте засыпанной старой излучины — построить город.
Греческий историк Геродот, кто поведал похожую историю, утверждал, что во время его визита в город господствовавшие там в то время персы уделяли большое внимание этим плотинам, чтобы уберечь город от ежегодных разливов. Историчность легендарного Менеса спорна, он может быть идентичен Нармеру, кто изображён на Палетке Нармера (ок. XXXI века до н. э.). В 2012 году на Синае обнаружена запись, свидетельствующая о посещении Мемфиса додинастическим фараоном Ири-Хором. Поскольку Ири-Хор жил за два поколения до Нармера, то последний в таком случае не мог быть основателем Мемфиса.
В греческой мифологии Мемфис был назван в честь царицы Мемфиды, жены Эпафоса (сына Зевса и Ио), якобы основавшего город.

### Древнее царство
Мало что известно о городе в период Древнего царства. Согласно Манефону, первые годы правления Менеса прошли в Тинисе, южнее от позже основанного Мемфиса. Здесь Менес приказал выстроить так называемые «белые стены» (егип. jnbw-HD). Возможно, Менес построил здесь крепость для того, чтобы контролировать Нижний и Верхний Египет.
Золотой век при IV династии укрепил позицию Мемфиса как главной резиденции фараонов, которые короновались двойной короной и отмечали праздник хвоста (хеб-сед) в главном храме Птаха. Ранние свидетельства этих церемоний найдены в святилищах Джосера.
В период Древнего царства развивается духовенство храма Птаха. Храм упоминается в летописях, сохранившихся на Палермском камне, упоминаются имена первосвященников Мемфиса. По всей видимости, Первосвященников было два, и они работали в паре до начала правления фараона Тети.
Раскинувшись на многие километры, Мемфис представлял тогда собой древний мегаполис с храмами и теменосами, портами, соединёнными дорогами и каналами. Центром города оставался храмовый комплекс Птаха.

### Среднее царство

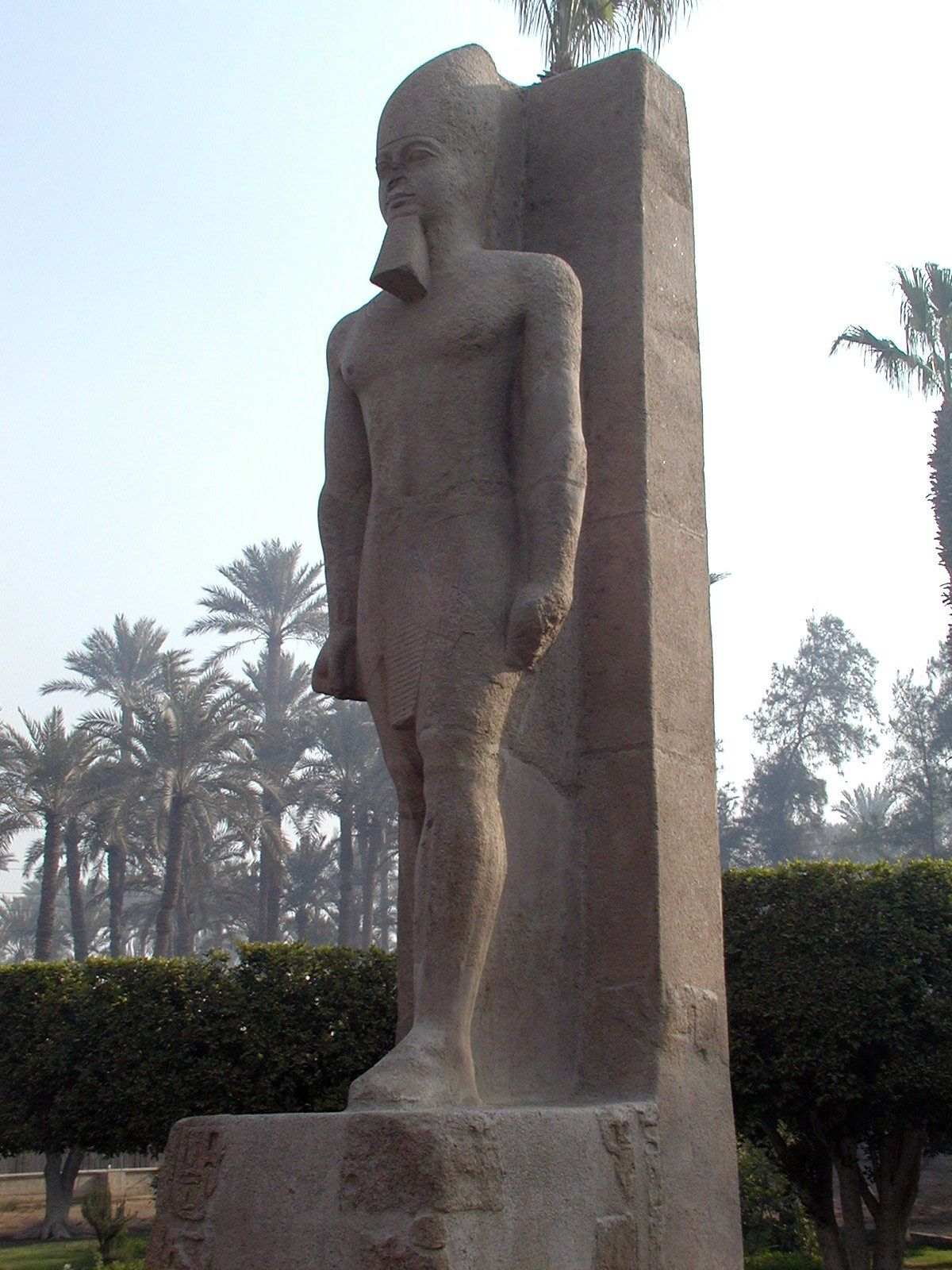
Скульптура Рамзеса II

В начале Среднего царства столица и двор фараона переехали в Фивы на юге, оставив Мемфис на время в тени. Хотя центр политической власти сместился, Мемфис оставался влиятельным торговым и культурным центром, о чём свидетельствуют находки в гробницах западнее храма Птаха. Аменхотеп I приказал установить большой гранитный стол для жертвоприношений в честь Птаха.
Аменемхет III построил в Мемфисе северные ворота Храма Птаха. Об этом свидетельствуют Геродот и Диодор. Современные археологические раскопки подтверждают свидетельства историков. Флиндерс Петри обнаружил развалины ворот в Мемфисе. Мастабы первосвященников находятся рядом с пирамидами фараонов, что говорит о том, что в Мемфисе духовная и светская власть была сильно связана. Некоторые фараоны XIII династии были похоронены в Саккаре, что показывает любовь царской династии к Мемфису.
С вторжением гиксосов в Египет Мемфис попал в осаду. После захвата этого города многие памятники и статуи были разрушены или повреждены гиксосами. Некоторые статуи были перенесены в Аварис.

### Новое царство
XVIII династия смогла изгнать захватчиков из Египта. Аменхотеп II и Тутмос IV не обделяли Мемфис вниманием, хотя центр политической силы Египта всё равно оставался на юге. Мемфис в период Нового Царства продолжил своё усиление, во многом из-за своей стратегической позиции. Порт Пору-Нефер стал воротами в Библ и Левант.
Мемфис стал центром образования принцев и детей дворянства. Аменхотеп II, родившийся и выросший в Мемфисе, стал семетом — первосвященником Нижнего Египта. Здесь же сын Аменхотепа Тутмос IV увидел сон о Сфинксе.
Основание храма Астарты, который Геродот ошибочно называл храмом, посвященным Афродите, может быть датировано временем правления XVIII династии. Вероятнее всего основание было построено при фараоне Аменхотепе II. Ещё одним замечательным примером искусства времён Нового царства в Мемфисе является храм «Небмаатра, объединённый с Птахом». Местоположение данного храма до сих пор неизвестно, но подлинно известно, что кварцит, использованный для строительства «Небмаатры, объединённого с Птахом», был использован Рамзесом II в ходе строительства храма Птаха. Некоторые египтологи считают, что храм Птаху был построен на месте «Нембаатры, объединённого с Птахом».
Согласно надписям, найденным в Мемфисе, Эхнатон основал в городе Храм Атона. Захоронение одного из священников этого культа найдено в Саккаре.
Тутанхамон перенёс столицу Египта из Ахетатена в Мемфис. В Мемфисе Тутанхамон начал восстанавливать храмы и языческие традиции после краха атонизма.
Могилы важных чиновников времён Тутанхамона, таких как Хоремхеб (командующий армии при Тутанхамоне, фараон) и Майя (казначей при Тутанхамоне, фараон), похоронены в Саккаре, хотя Хоремхеб и был перехоронен в Долину Царей.
При Рамзесе II город укрепился ещё сильнее и приобрёл большее значение в политической сфере, благодаря близости города к новой столице Пер-Рамсес. Фараон создал множество памятников в Мемфисе.
При Мернептахе, наследнике Рамзеса II, был построен дворец и юго-восточная стена Храма Птаха.
Мемфис не претерпевает упадка во время Третьего переходного периода в Египте.
При Шешонке I, основателе XXII династии были построены передний двор и пилон Храма Птаха. Шешонк также повелел построить святыню для Аписа в Мемфисе.

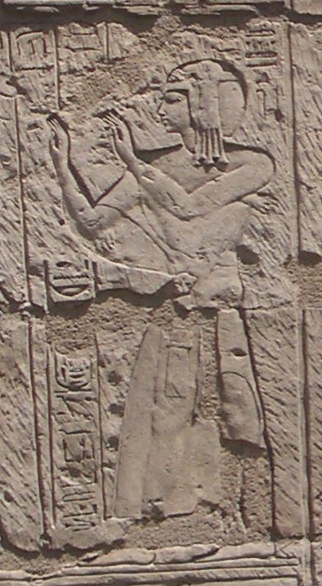
Рельеф изображает первосвященника храма Птаха

При XXII династии в Мемфисе также был построен некрополь для первосвященников. Он включал в себя часовню, посвящённую Птаху. Она была построена Шешонком, сыном Осоркона II.

### Поздний период
В течение третьего переходного периода и позднего периода Мемфис часто является местом борьбы Египетских династий против кушитов, ассирийцев и персов.
Триумфальная кампания правителя кушитов Пианхи привела к созданию XXV династии, столица которой находилась в Напате. Завоевание Пианхи Египта было зафиксировано на Стеле Победы в Храме Амона в Джебель-Баркал. После захвата Мемфиса он восстановил храмы и культы, разрушенные или забытые во время правления ливийцев. Его преемники известны строительством часовен в юго-западном углу храма Птаха.
В 671 году до нашей эры ассирийский царь Асархаддон при поддержке египетских князей захватил город Мемфис. Ассирийские войска разграбили Мемфис и убили множество мирных жителей. Асархаддон вернулся в Ниневию с богатой добычей. После ухода Асархаддона в Египте началось восстание против ассирийцев.
В Ассирии Ашшурбанапал стал новым царём и возобновил наступление на Египет. Во время массового вторжения в 664 году до н. э. город Мемфис был снова разграблен, а фараона Танутамона преследовали в Нубии и разбили, что окончательно положило конец кушитскому правлению над Египтом. Власть пришла к XVI династии, которая, боясь вторжения ассирийцев, восстановила и даже укрепила сооружения в городе, о чём свидетельствует дворец, построенный Априем.
Египет и Мемфис были захвачены Камбисом в 525 году до нашей эры после битвы при Пелузии. Мемфис стал административным центром недавно побежденной сатрапии. Персидский гарнизон был установлен в городе, вероятно, в большой северной стене, рядом с дворцом Априя. В течение почти полутора столетий город оставался столицей сатрапии Египта, официально становясь одним из центров торговли на обширной территории, завоеванной ахеменидской монархией.
В 404 году до н. э. Амиртей восстаёт против персов и делает Египет вновь самостоятельным и независимым. Но в 399 году до н. э. Неферит I, основатель XXIX династии, свергает Амиртея и казнит его. Неферит переносит столицу в Мендес, а Мемфис теряет своё значение на политической арене, но зато сохраняет свои позиции в религиозной и экономической сфере.
При Нектанебе I была начата крупная программа восстановления храмов по всей стране. В Мемфисе была построена новая мощная стена для храма Птаха, были построены храмы и часовни внутри храмового комплекса. Нектанеб II, продолжая работу своего предшественника, начал строить большие святилища, особенно в некрополе Саккара, украшая их пилонами, статуями, мощёными дорогами и выровненными рядами сфинксов. Он уступает массовому вторжению персов в 343 году до н. э. и потерпел поражение в Пелузии. Нектанеб II отступил на юг к Мемфису, который царь Артаксеркс III осадил, заставив фараона бежать в Верхний Египет и, в конце концов, в Нубию.
Фараон Хабабаш лишь смог освободить Мемфис от персов, но Дарий III подавил восстание. С тех пор Мемфис больше не становился столицей Египта.
В 332 году до н. э. Александр Македонский захватывает Мемфис.

### Эллинистический период

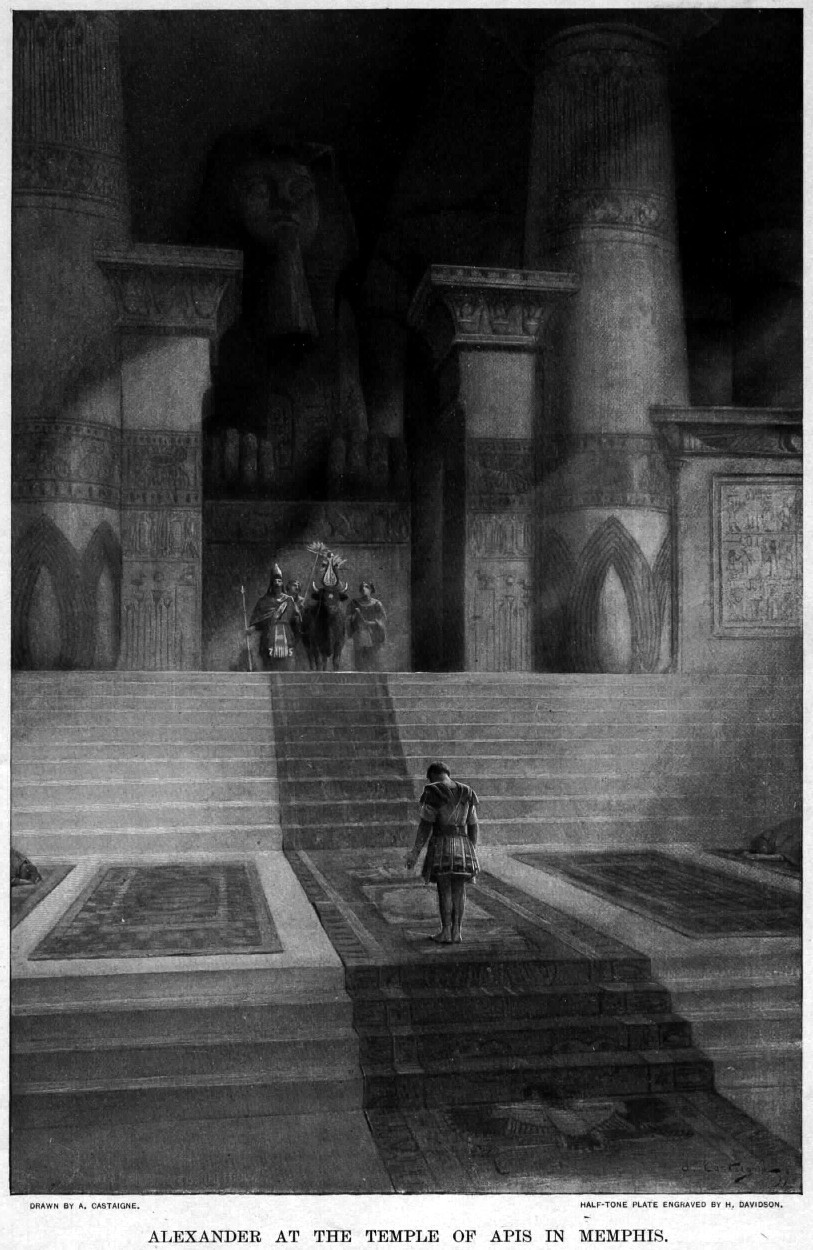
Александр Великий в храме Аписа, Мемфис

В 332 году до нашей эры Александр Великий стал фараоном. Он был коронован в Мемфисе. Город сохранил свой высокий статус. После смерти Александра Македонского его тело было привезено в Мемфис. Позже Птолемей II вывезет тело Александра в Александрию.
Во время правления династии Птолемеев Мемфис начал постепенно терять свои прежние позиции.
Несмотря на это, Мемфис продолжал оставаться важным религиозным и экономическим центром в Египте. Так в 216 и 196 годах до нашей эры по приказу царей Птолемея IV и в правление царя Птолемея V были изданы Мемфисские указы. Делегаты от жречества собирались под патронажем первосвященника храма Птаха в присутствии фараона, чтобы установить религиозную политику страны на долгие годы, также учреждая новые сборы и налоги. Эти указы гравировались на стелах на трёх языках, чтобы быть понятными всем. Самая известная из этих стел — это Розеттский камень, который позволил расшифровать древнеегипетскую письменность в XIX веке. Влияние мемфисского жречества было настолько велико, что многие представители жречества и их семей вступали в браки с представителями царского рода, а также активно, через своих представителей в Александрии, влияли на политику государства. Последние потомки этих семей пережили захват римлянами Египта.

### Упадок и прекращение существования Мемфиса
С приходом римлян Мемфис, как и Фивы, навсегда уступил своё место Александрии, которая стала центром Египта. Возникновение культа Сераписа, синкретического божества, наиболее подходящего для менталитета новых правителей Египта, и возникновение христианства, глубоко укоренившегося в Риме, означало полный крах древних культов Мемфиса.
В течение византийского и коптского периодов город постепенно приходил в упадок и в конце концов прекратил своё существование. Окончательная гибель древнего города произошла после арабо-мусульманского завоевания Египта в VII веке, когда из него сделали каменоломню, из которой камни с древних построек, великолепных дворцов, храмов, парков и фонтанов Мемфиса, использовались для строительства новой столицы Фустата, а затем и Каира, основанных арабами. В XIII веке арабский летописец Абд-Латиф ибн Юсуф, посетив это место, описал и засвидетельствовал величие руин.
Какими бы огромными ни были размеры и древность этого города, несмотря на частую смену власти, чьё иго он нёс, и на огромные усилия, которые приложила не одна нация, чтобы разрушить его, стереть его последний след с лица земли, унести камни и материалы, из которых он был построен, изуродовать статуи, которые его украшали; несмотря, наконец, на всё, что более четырёх тысяч лет сделали помимо самого человека, эти руины всё ещё предлагают взору созерцателя массу чудес, которые сбивают с толку чувства и где самые искусные мастера пера должны потерпеть неудачу в попытке описать его. Чем глубже мы созерцаем этот город, тем больше растёт наше восхищение, и каждый новый взгляд на руины это новый источник восторга … Руины Мемфиса занимают полдня пути во всех направлениях.
Хотя сегодняшние останки ничто по сравнению с тем, что было засвидетельствовано арабским историком, его свидетельства вдохновили на работу многих археологов. Первые изыскания и раскопки XIX века, а также обширная работа Флиндерса Питри смогли немного показать былую славу древней столицы. Мемфис и его некрополь, включающий погребальные скальные гробницы, мастабы, храмы и пирамиды, были внесены в список всемирного наследия ЮНЕСКО в 1979 году.

## Современность
В 1979 году некрополи Мемфиса — Саккара, Абусир, Дахшур и Гиза — были включены ЮНЕСКО в список объектов Всемирного наследия.
20 апреля 2015 года российские археологи обнаружили легендарные «белые стены» Мемфиса.

## Комментарии
1. ↑  Для удобства названия города одним именем во все эпохи его существования используется его наименование согласно греко-арабской номенклатуре топонимов, принятой в египтологии, — Мемфис. Помимо прочего, выделены курсивом древнеегипетские названия и имена (кроме наименований на картах). Большая часть дат в статье приведена согласно авторитетному труду по египетской хронологии, в составлении которого участвовали около двадцати авторов под редакцией Э. Хорнунга, Р. Краусса и Д. Уорбертона — «Хронология Древнего Египта» (Hornung E., Krauss R. and Warburton D. A. Ancient Egyptian Chronology — Leiden-Boston-Köln: Brill, 2006. — С. 490-495. — 517 с. — ISBN 90-04-11385-1
2. ↑  Также варианты перевода: Дворец ка Птаха, Обитель ка Птаха, Стена/ограда обители ка Птаха.
3. ↑  Также варианты перевода: Дворец ка Птаха, Обитель ка Птаха, Стена/ограда обители ка Птаха.